# Finsterwalde

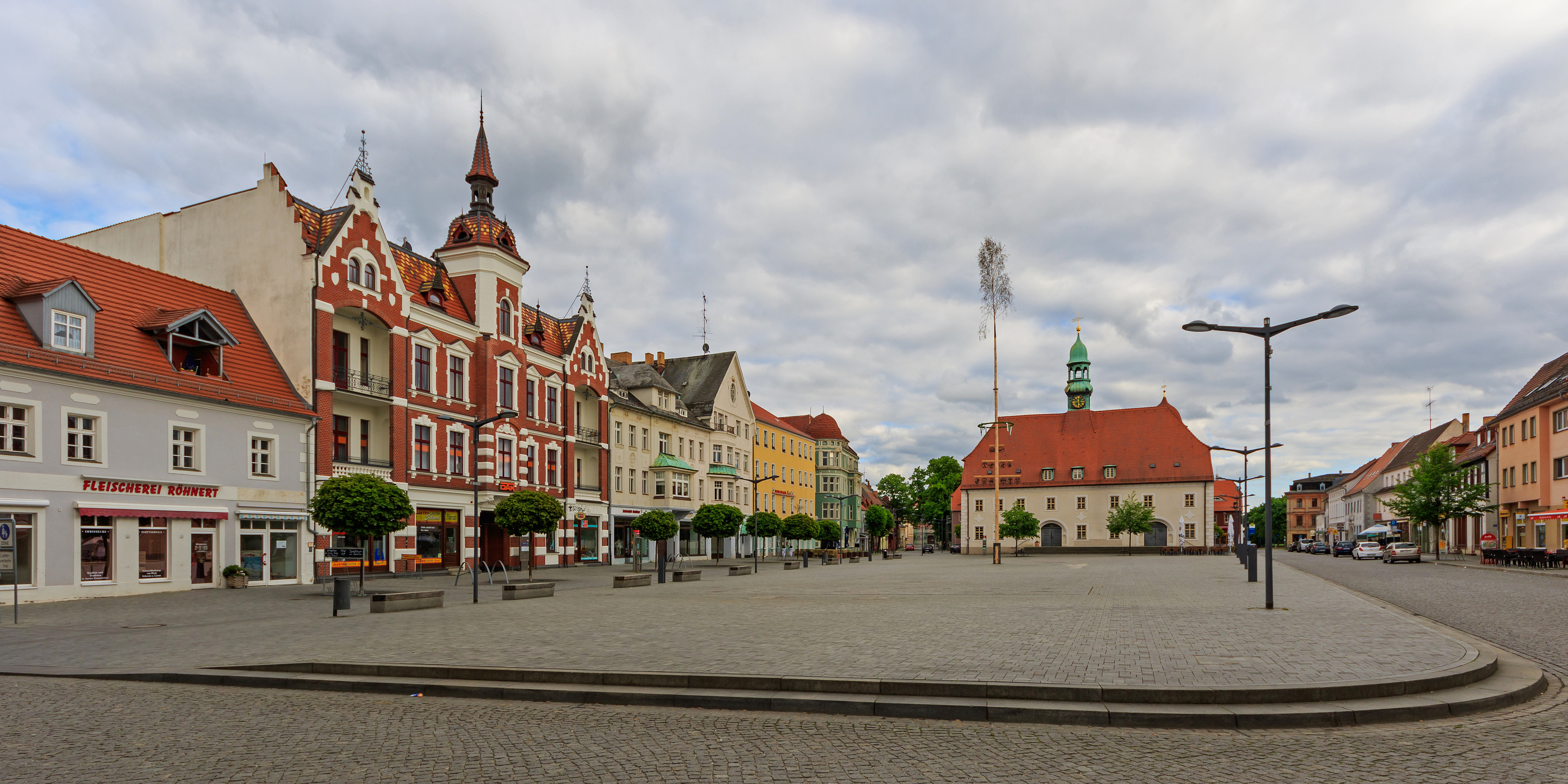
Markt

Finsterwalde (niedersorbisch Grabin) ist eine Stadt im südlichen Brandenburg und der einwohnerreichste Ort im Landkreis Elbe-Elster. Sie war von 1952 bis 1993 Sitz des Kreises bzw. Landkreises Finsterwalde.
Der Schlager des späten 19. Jahrhunderts „Wir sind die Sänger von Finsterwalde“ und das nach diesem Titel benannte Finsterwalder Sängerfest machten die Stadt auch überregional bekannt. Im amtlichen Schriftverkehr darf daher seit 2009 auch die Zusatzbezeichnung „Sängerstadt“ verwendet werden. Seit dem 16. Mai 2013 führt die Stadt mit Genehmigung des Innenministeriums Brandenburg offiziell diese Zusatzbezeichnung, auch auf den Ortseingangsschildern. Die Finsterwalder Sangestradition wurde im März 2024 in das Immaterielle Kulturerbe Deutschlands aufgenommen.
Die Stadt entwickelte sich zu einem Zentrum des Maschinen- und Anlagenbaus und wird in Brandenburg als Mittelzentrum eingestuft.

## Geographie
Finsterwalde liegt in der Niederlausitz, einer Region, die zum größten Teil im Süden von Brandenburg liegt. Sie ist 112 km südlich von Berlin, 78 km nördlich von Dresden, 53 km südwestlich von Cottbus sowie 109 km nordöstlich von Leipzig gelegen.
Nachbargemeinden

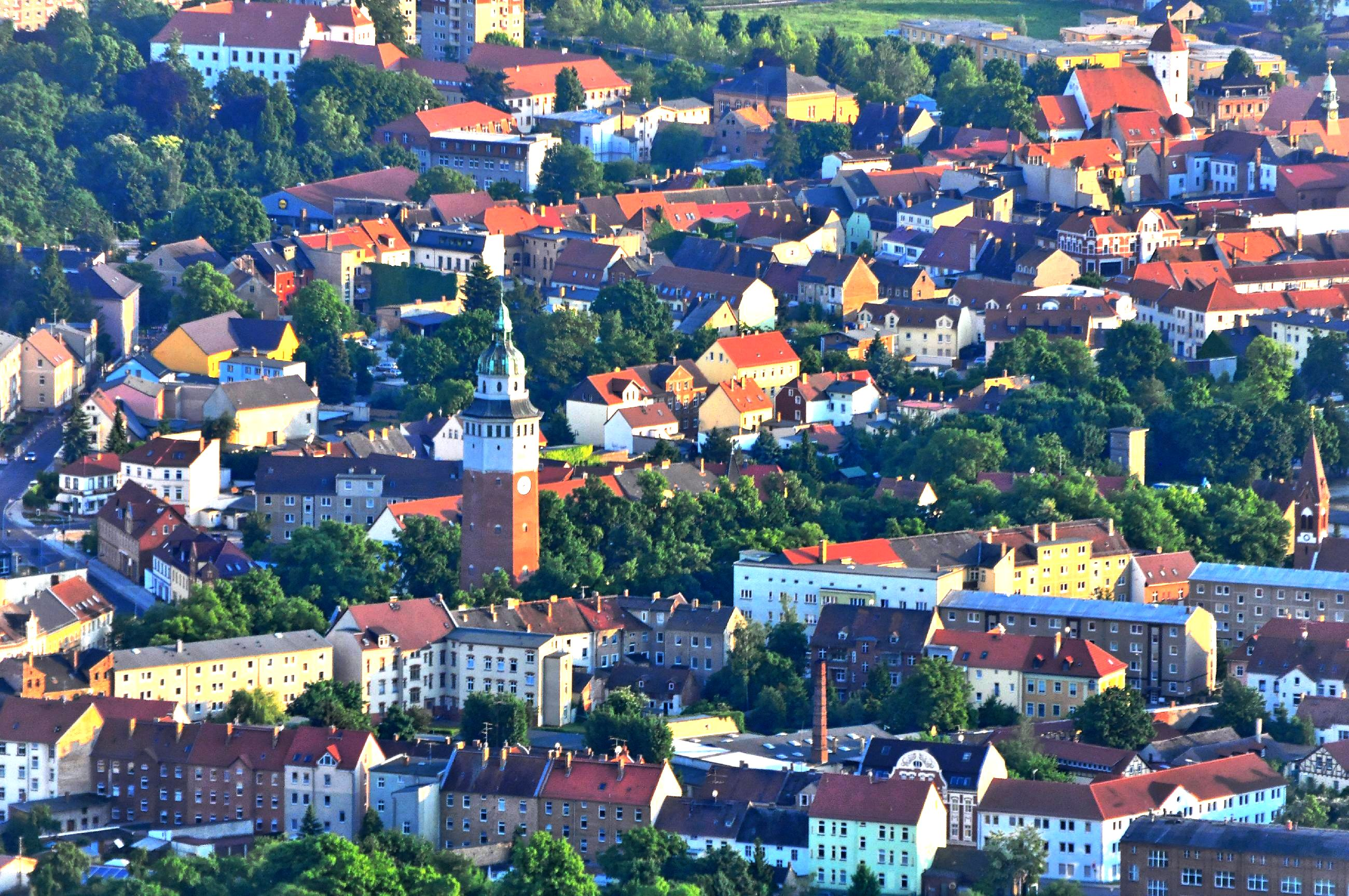
Finsterwalde, um den Wasserturm (2013)

Die Stadt Finsterwalde grenzt an folgende Gemeinden und Städte:
| Doberlug-Kirchhain | Sonnewalde                                  | Massen-Niederlausitz    |
| Heideland          | Kompassrose, die auf Nachbargemeinden zeigt | Lichterfeld-Schacksdorf |
| Gorden-Staupitz    | Lauchhammer                                 |                         |

## Stadtgliederung
Das Stadtgebiet besteht aus der Kernstadt Finsterwalde und den Ortsteilen
- Pechhütte (niedersorbisch: Smólnica) – 174 Einwohner
- Sorno (niedersorbisch: Žarnow) – 428 Einwohner

(Einwohnerzahlen vom 29. Februar 2016 laut Stadtverwaltung)
sowie den Wohnplätzen Heinrichsruh, Hintermühle, Margarethenhof, Nehesdorf, Schiemenzmühle und Zollhaus.

## Geschichte
Die erste urkundliche Erwähnung erfolgte im Jahr 1282 unter dem Namen Vynsterwalde. Im Jahre 1301 wird erstmals durch eine Urkunde von einer Stadt oder wenigstens einer Ansiedlung in der unmittelbaren Umgebung der befestigten Anlage gesprochen (oppidum et castrum). Oppidum bedeutet aber hier wahrscheinlich nur Marktflecken. Die eindeutige Bezeichnung von Finsterwalde als Stadt bietet erst ein Lehnsdokument aus dem Jahre 1336, in dem die Stadt Duisterenwalde genannt wird.
Finsterwalde stellt in seiner ursprünglichen Struktur eine typische ostelbische Kolonistenstadt dar. Rechtwinklig aufeinandertreffende Straßen bilden viereckige Quartiere, die sich um den relativ großen Marktplatz gruppieren. Das Siedlungsgelände (ca. 11 Hektar) lag nördlich der alten Burg, es besaß selbst keine Stadtmauer, aber Palisaden und einen Stadtgraben und zwei (oder drei) Stadttore, deren Aussehen nicht überliefert ist.
Die Bewohner der Stadt waren ursprünglich in erster Linie Ackerbürger. Die Lage der Stadt an bedeutenden Handelswegen von Leipzig über Torgau und Spremberg nach Breslau (Niedere Straße) und dem Abzweig der Salzstraße nach Jüterbog und Niemegk ließ gewiss auch die Beteiligung einiger Bürger an Handelsgeschäften zu. Trotz des Zustroms deutscher Siedler im 13. Jahrhundert blieb die mehrheitliche Umgangssprache in Finsterwalde noch bis ins frühe 18. Jahrhundert das Sorbische, in den Dörfern der Umgebung teils sogar bis zum Ende des 18. Jahrhunderts.

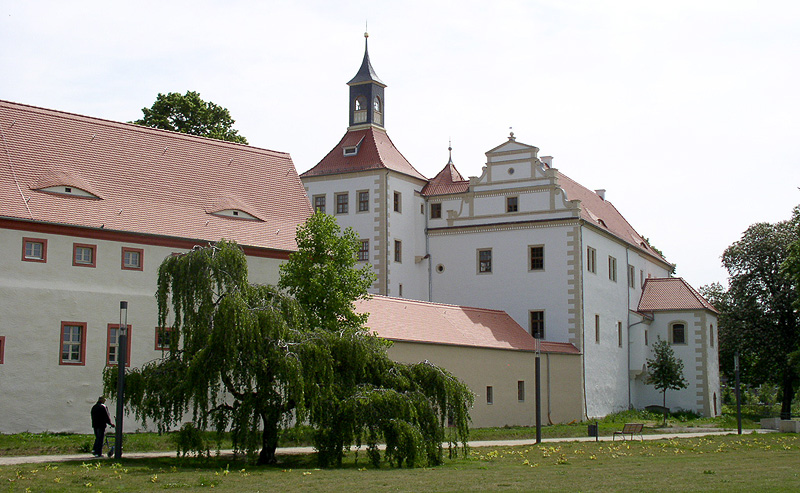
Schloss

Eine vermutlich von Slawen erbaute Holzfestung aus der Zeit vor der Gründung der Stadt wurde offenbar noch im 13. Jahrhundert zu einer befestigten Burg ausgebaut (1301 Erwähnung von oppidum et castrum, d. h. eingefriedete Siedlung und Burg). Im späteren Mittelalter bis Mitte des 15. Jahrhunderts wurde sie von Raubrittern bewohnt und ab 1437 von den neuen Besitzern in eine Schlossanlage, das Schloss Finsterwalde, umgebaut wurde.
Seit dem Spätmittelalter entwickelten sich verschiedene Gewerbe in der Stadt. Die gewerbliche Tuchherstellung wurde zum wichtigsten Wirtschaftszweig. 1555 war Finsterwalder Tuch erstmals auf der Leipziger Messe vertreten. Im Jahre 1599 forderte die Pest 400 Tote. 1625, sieben Jahren nach Beginn des Dreißigjährigen Krieges, endete die seit 1533 andauernde Herrschaft des Adelsgeschlechts von Dieskau über die Stadt und Finsterwalde gelangte in den unmittelbaren Besitz des sächsischen Kurfürsten Johann Georg I. Den Treueid auf den neuen Herrn leistete der Bürgermeister der Stadt noch in sorbischer Sprache, der kurze Text gehört zu den frühen Belegen des Niedersorbischen. Das Schloss diente den kurfürstlichen und von 1652 bis 1738 dann den sächsisch-merseburgischen Behörden lediglich als Amtssitz. 1642, 1643 und erneut 1645 plünderten marodierende schwedische Truppen in der Spätphase des Dreißigjährigen Krieges Stadt und Schloss. Das städtische Gewerbe und Gemeinwesen lagen danach für Jahrzehnte danieder.
Das Rathaus wurde 1675 bei einem großen Stadtbrand vernichtet. Erst 1739 war die Bürgerschaft in der Lage, ein neues Gebäude zu errichten. Der schlichte Barockbau dominiert noch heute den Marktplatz. 1815 gelangte Finsterwalde im Ergebnis des Wiener Kongresses zum Königreich Preußen.
Der allgemeine industrielle Aufschwung im 19. Jahrhundert lässt sich in Finsterwalde nahezu exemplarisch nachvollziehen. Es war wiederum die Tuchproduktion, die die wirtschaftliche Entwicklung der Stadt nachhaltig beeinflusste. Aus den kleinen zünftlerischen Handwerksbetrieben entwickelten sich einige wenige, aber leistungsfähige Tuchfabriken. Das bedeutendste Unternehmen der Branche war F. F. Koswigs Tuchfabrik, deren Beschäftigtenzahl von 3 Arbeitern 1838 auf 760 Arbeiter und Angestellte im Jahre 1913 anstieg. Neben der Tuchfabrikation entwickelten sich Betriebe der Metall-, Holz-, Glas-, Tabak-, Chemie- und später der Elektromaschinenbranche. Der Anschluss an das Eisenbahnnetz wurde 1871 mit dem Bau der Strecke Halle–Sorau vollzogen.

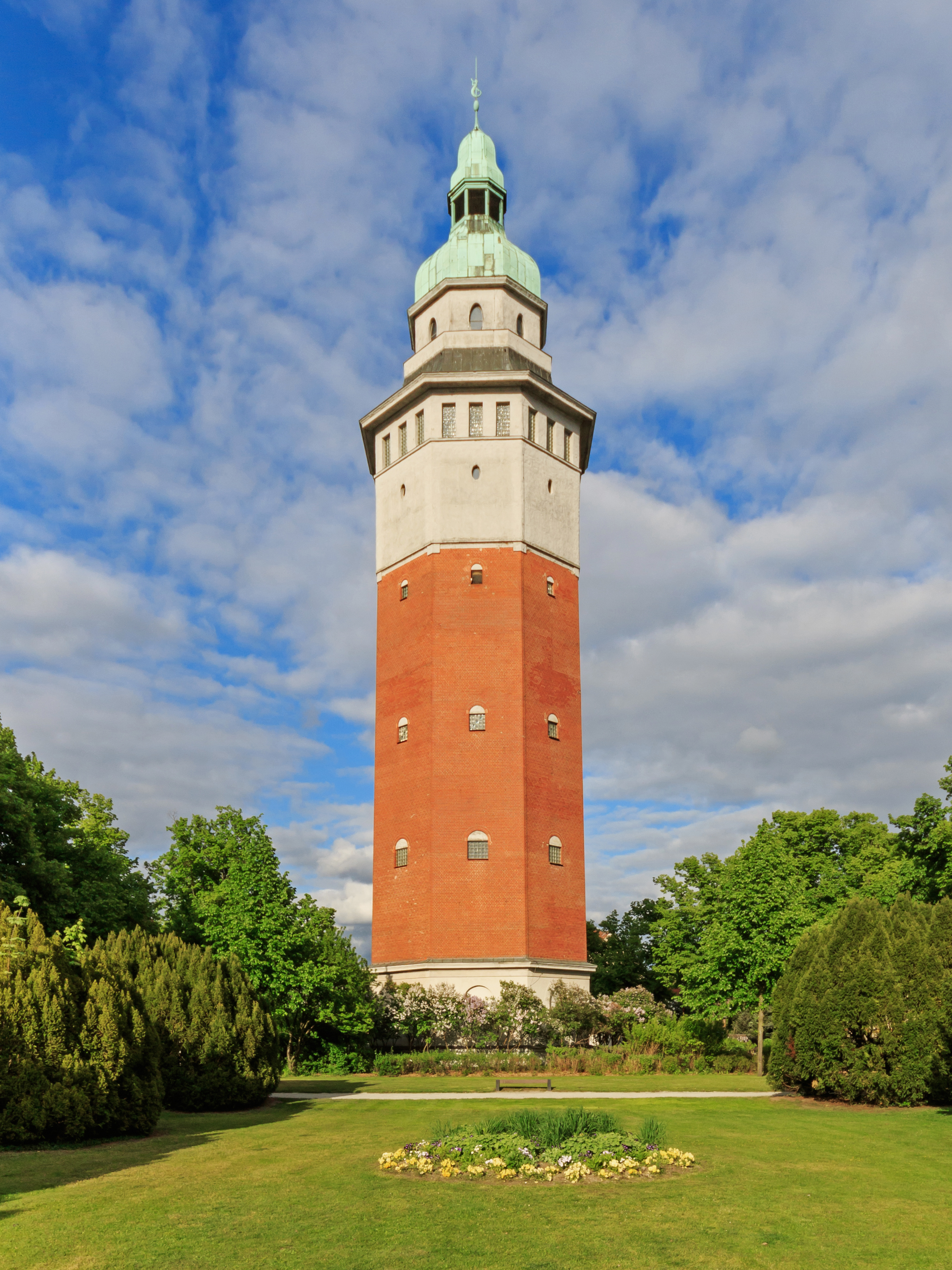
Wasserturm

Die Einwohnerzahl Finsterwaldes stieg von 1.600 im Jahre 1800 auf 10.726 im Jahre 1900. Die Stadt dehnte sich nun über die mittelalterliche Siedlungsfläche hinaus aus. Neu entstandene Wohn- und Gewerbegebiete ziehen sich wie ein Gürtel um den ursprünglichen Kern der Stadt. Gebäude des wirtschaftlichen und kommunalen Lebens, die noch heute das Stadtbild mitprägen, wurden bis zum Ersten Weltkrieg errichtet: die Mädchenschule (1868), das Amtsgericht (1885), die Realschule (1905), die katholische Kirche St. Maria Mater Dolorosa (1906), das Krankenhaus (1908), der Wasserturm (1909/1910), die Knabenschule (1913) und die Post (1915). Am 31. Januar 1928 wurde Nehesdorf nach Finsterwalde eingemeindet.
Während des Zweiten Weltkrieges mussten 963 Kriegsgefangene und 2.755 Frauen und Männer aus den von Deutschland besetzten Ländern Zwangsarbeit verrichten: in der Firma Kjellberg Elektroden und Maschinen GmbH, in der Reichelt Metall-Schrauben AG und in den Tuchwerken. Sie waren in mehreren Lagern, darunter dem Siemens-Lager, untergebracht. Bei den Zwangsarbeitern der Großbetriebe wurden 392 Todesopfer registriert.
Zwischen 1945 und 1950 wurden im Kreis Finsterwalde mindestens 685 Personen von der Geheimpolizei des sowjetischen NKWD verhaftet. Etwa 250 Personen kamen in den sowjetischen Speziallagern oder Militärgefängnissen ums Leben.
Zu DDR-Zeiten war Finsterwalde als Fahrradfahrer-Stadt bekannt. Zum 1. Januar 1988 wurde die Gemarkung des devastierten Ortes Bergheide dem Stadtgebiet einverleibt. Zum 6. Dezember 1993 folgte der Ort Sorno, der heute ein Ortsteil von Finsterwalde ist.
Heute ist Finsterwalde ein bedeutender Wirtschaftsstandort in der westlichen Niederlausitz. Aber die Geltung als Fabrikstadt, der noch sehr das Bild rußiger Schornsteine anhaftet, ist durch den Ruf Finsterwaldes als Sängerstadt ersetzt. Die Ursache dafür liegt nicht in erster Linie in der langen Tradition der hiesigen Sangespflege, sondern hauptsächlich darin, dass ein Lied, ein Gassenhauer, die Finsterwalder als besonders sangesfreudig benennt.
1899 ersuchte der Direktor der Herrensängergesellschaft „Hamburger Sänger“ Wilhelm Wolff bei der Politischen Polizei Berlin um die Aufführungsgenehmigung seines kleinen Theaterstückes „Wir sind die Sänger von Finsterwalde“. In den Germania-Prachtsälen in der Berliner Chausseestraße führte die Wolffsche Gesellschaft die ganz dem Geschmack des Vergnügungsbetriebes der Jahrhundertwende entsprechende Burleske auf. Die Uraufführung fand dort am 3. September 1899 statt. Hier traten die Sänger, drei auffällig gekleidete Herren mit den charakterisierenden Namen Pampel, Knarrig und Strippe, mit ihrem Entreeliedchen „Wir sind die Sänger von Finsterwalde“ erstmals auf. Zu Beginn der Sängermanie waren die Bürger der Stadt gar nicht erfreut, mit den zumeist komischen oder gar weinseligen Figuren in Frack und Zylinder verglichen zu werden. Aber schließlich siegte der Humor, denn sonst wären die echten Finsterwalder erst recht Gefahr gelaufen, der Lächerlichkeit anheimzufallen. Das Lied von den Sängern aus Finsterwalde wurde zum Ohrwurm und war allerorten zu vernehmen. Die Finsterwalder singen ihr Lied und die darauf beruhenden Liedvarianten, die bis in die heutige Zeit neu entstehen, immer noch gern. Die Finsterwalder Sänger treten heute im Gegensatz zur ursprünglichen Besetzung zu viert auf. „Wir sind die Sänger von Finsterwalde“ ist bis heute das Eröffnungslied des alle zwei Jahre stattfindenden Sängerfestes.
Die Stadt gehörte 1817–1952 zum Landkreis Luckau (bis 1947 in der preußischen Provinz Brandenburg, 1947–1952 im Land Brandenburg). 1952–1993 war Finsterwalde Kreisstadt des gleichnamigen Kreises (bis 1990 im DDR-Bezirk Cottbus, 1990–1993 wieder im Land Brandenburg). Seit der Kreisreform 1993 liegt die Stadt im Landkreis Elbe-Elster.
Im Jahr 2014 am 24. Jahrestag der deutschen Wiedervereinigung pflanzte Bürgermeister Jörg Gampe ein Baumdenkmal für die Deutsche Einheit an der Geschwister-Scholl-Straße links vom „Denkmal für alle Opfer von Gewaltherrschaft und Diktatur und Mahnmal für Freiheit, Demokratie und Gerechtigkeit“. Gampe wurde unterstützt von Jean Pierre Mercier, Stellvertretender Bürgermeister von Montataire, und von Werner Michel, Ortsvorsteher von Eppelborn. Anwesend waren Vertreter der Fraktionen der Stadtverordnetenversammlung.

## Bevölkerungsentwicklung
| Jahr | Einwohner |
| ---- | --------- |
| 1800 | 01.660    |
| 1833 | 03.000    |
| 1875 | 07.690    |
| 1890 | 08.817    |
| 1910 | 13.111    |
| 1925 | 15.774    |
| 1933 | 16.456    |
| 1939 | 18.473    |
| 1946 | 20.766    |

| Jahr | Einwohner |
| ---- | --------- |
| 1950 | 20.692    |
| 1964 | 22.338    |
| 1971 | 22.790    |
| 1981 | 23.814    |
| 1985 | 23.927    |
| 1990 | 23.250    |
| 1995 | 21.744    |
| 2000 | 20.103    |
| 2005 | 18.693    |

| Jahr | Einwohner |
| ---- | --------- |
| 2010 | 17.407    |
| 2015 | 16 548    |
| 2020 | 15 968    |
| 2021 | 15 748    |
| 2022 | 15 789    |
| 2023 | 15 690    |
| 2024 | 15 496    |

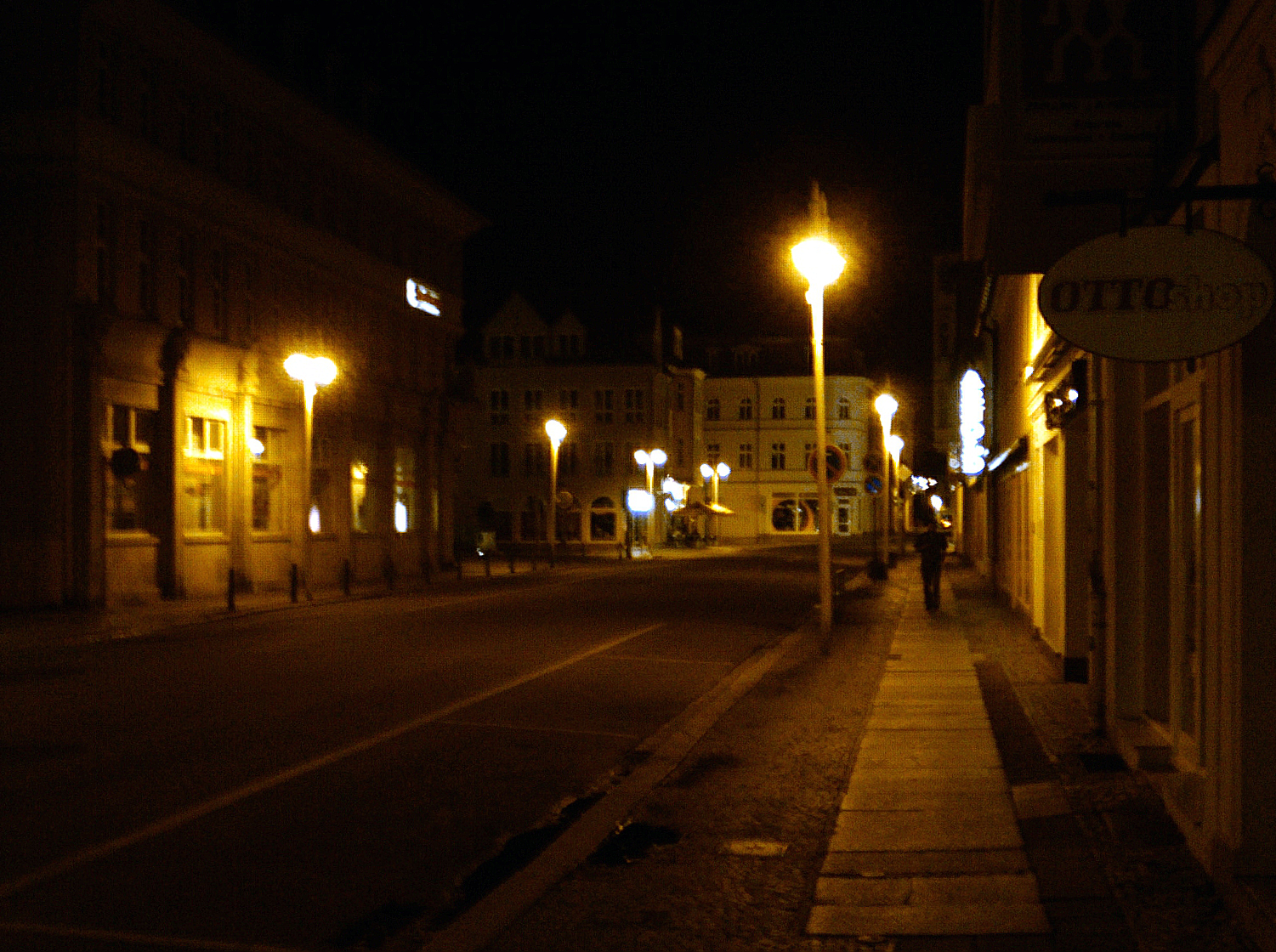
Berliner Straße in Richtung Marktplatz

 Gebietsstand des jeweiligen Jahres, Einwohnerzahl: Stand 31. Dezember (ab 1991), ab 2011 auf Basis des Zensus 2011, ab 2022 auf Basis des Zensus 2022 

## Politik

### Stadtverordnetenversammlung
Die Stadtverordnetenversammlung von Finsterwalde besteht aus 28 Stadtverordneten und dem hauptamtlichen Bürgermeister. Die Kommunalwahl am 9. Juni 2024 führte bei einer Wahlbeteiligung von 63,5 % zu folgendem Ergebnis:
| Partei / Wählergruppe              | Ergebnis 2024 | Sitze 2024 |        | Ergebnis 2019 | Sitze 2019 | Ergebnis 2014 | Sitze 2014 |
| ---------------------------------- | ------------- | ---------- | ------ | ------------- | ---------- | ------------- | ---------- |
| CDU                                | 26,0 %        | 7          | 31,6 % | 9             | 33,7 %     | 10            |            |
| AfD                                | 22,6 %        | 7          | 13,6 % | 4             | –          | –             |            |
| BVB/Freie Wähler 1                 | 20,6 %        | 6          | 14,0 % | 4             | –          | –             |            |
| SPD                                | 15,2 %        | 4          | 10,9 % | 3             | 15,5 %     | 4             |            |
| Bündnis Vernunft und Gerechtigkeit | 08,2 %        | 2          | –      | –             | –          | –             |            |
| Die Linke                          | 04,5 %        | 1          | 11,5 % | 3             | 22,0 %     | 6             |            |
| Bündnis 90/Die Grünen              | 03,1 %        | 1          | 03,7 % | 1             | 02,2 %     | 1             |            |
| Bürger für Finsterwalde            | –             | –          | 14,7 % | 4             | 22,2 %     | 6             |            |
| FDP                                | –             | –          | –      | –             | 04,5 %     | 1             |            |
| Insgesamt                          | 100 %         | 28         | 100 %  | 28            | 100 %      | 28            |            |

### Bürgermeister
- 1990–2010: Johannes Wohmann (FDP)
- seit 2010: Jörg Gampe (parteilos; bis 2023 CDU)

Gampe wurde in der Bürgermeisterwahl am 24. September 2017 mit 65,6 % der gültigen Stimmen in seinem Amt bestätigt. Seine Amtszeit beträgt acht Jahre. 2023 trat er aus der CDU aus.

### Wappen
Das Wappen wurde am 6. Januar 1994 genehmigt.
Blasonierung: „In Silber eine durchgehende rote Zinnenmauer, darauf ein gequaderter roter Rundturm mit einer beknauften blauen Kuppel und zwei übereinander stehenden schwarzen Fenstern. Das offene schwarze Tor ist mit einem hochgezogenen silbernen Fallgitter versehen. Auf grünem Boden wächst vor der Mauer zu beiden Seiten des Turmes und des Tors je ein grüner beblätterter Baum empor.“

### Städtepartnerschaften
Finsterwalde unterhält folgende Städtepartnerschaften:
- Montataire (Frankreich), seit 1962
- Eppelborn (Saarland), seit 1988
- Finspång (Schweden), seit 2002
- Salaspils (Lettland), seit 2023

Zu den Städten Sønderborg (Dänemark), Gouda (Niederlande), Dzierzgoń (Polen)  werden partnerschaftliche Beziehungen unterhalten. Nach Montataire, Eppelborn, Finspång und Salaspils wurden Straßen benannt (Rue de Montataire, Eppelborner Ecke, Finspangsgatan, Salaspils iela).

## Sehenswürdigkeiten und Kultur
In der Liste der Baudenkmale in Finsterwalde und in der Liste der Bodendenkmale in Finsterwalde stehen die in der Denkmalliste des Landes Brandenburg eingetragenen Kulturdenkmale.

### Bauwerke
Trinitatiskirche

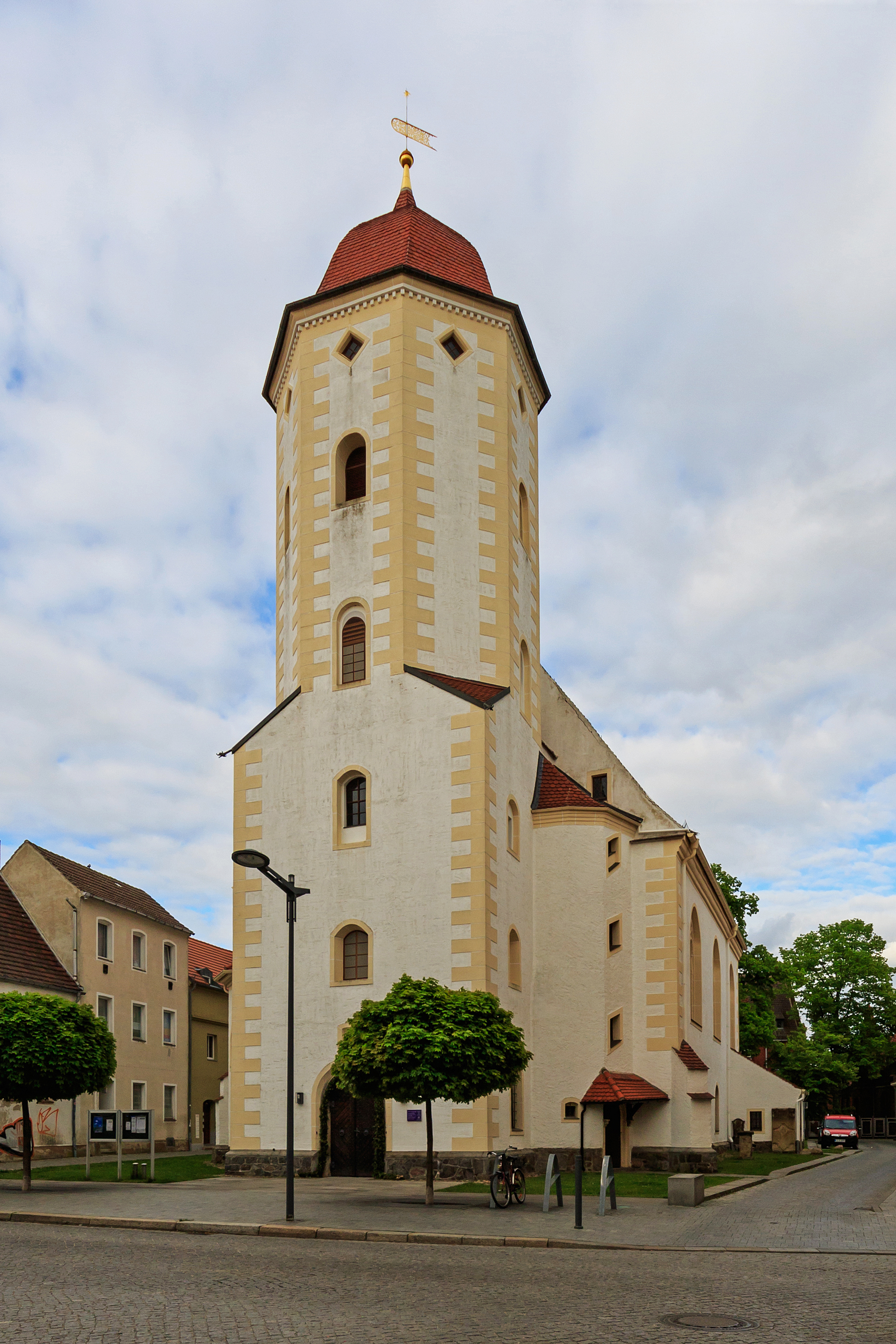
Pfarrkirche St. Trinitatis am Kirchplatz

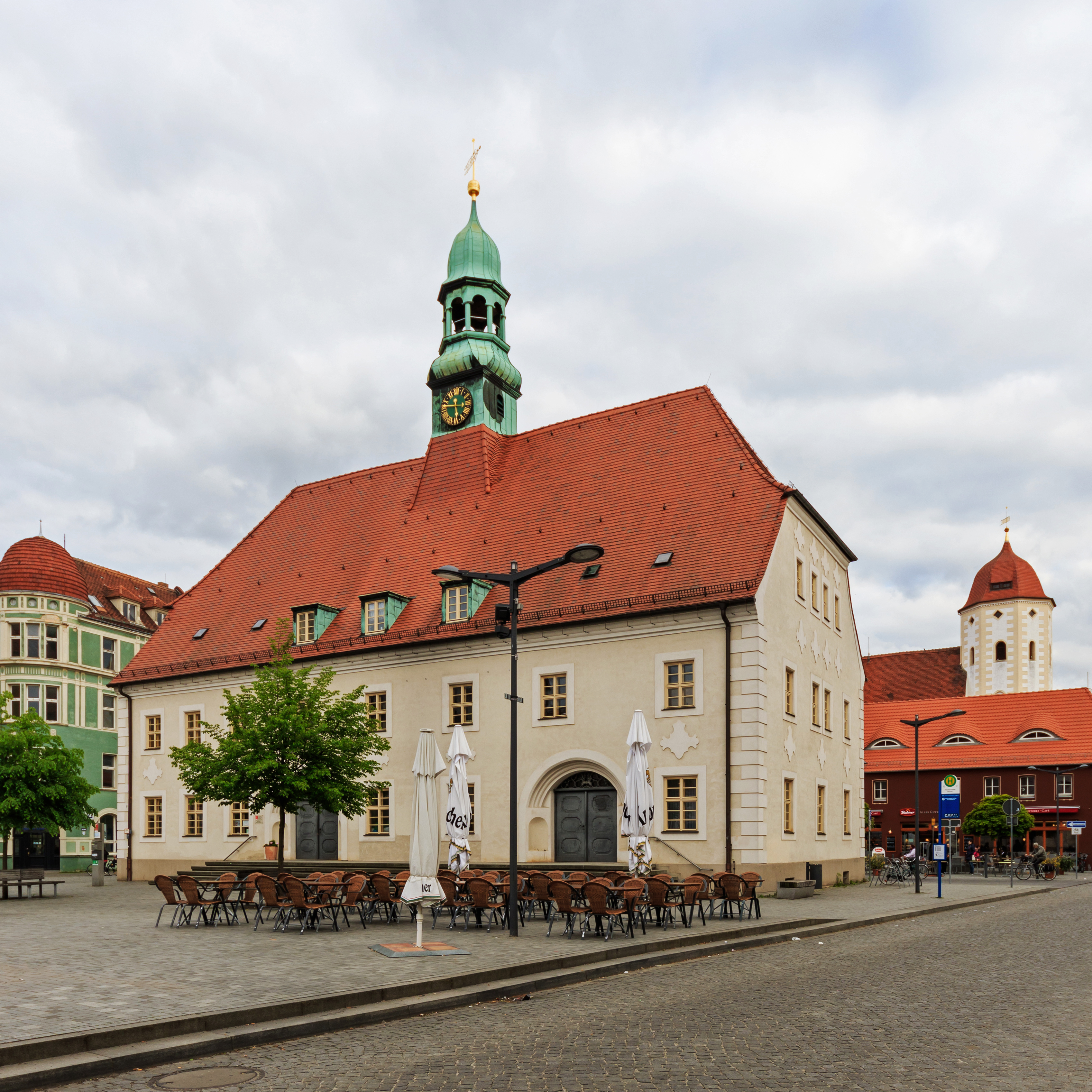
Rathaus

Kaufmannshaus „Ad. Bauer’s Wwe.“

Als evangelische Predigtkirche wurde die Trinitatiskirche Ende des 16. Jahrhunderts unter der Leitung von Martin Piger aus Dresden erbaut. Bauherren waren die kursächsischen Amtsleute von Dieskau, die über vier Generationen lang vom Schloss Finsterwalde aus das Amt Finsterwalde verwalteten. Sie veranlassten von 1584 bis 1593 den Umbau der mittelalterlichen Marienkirche zu einer dreischiffigen Emporenhalle als verputzten Backsteinbau unter dem veränderten Patrozinium St. Trinitatis. An der Nordseite erhielt sie einen prächtigen Renaissancegiebel. Die Innenausstattung ist sehenswert, vor allem wegen des schönen Netzrippengewölbes und der Sandsteinkanzel, die Melchior Kunze zwischen 1613 und 1615 schuf. Es sind hier Moses als Tragefigur des Kanzelkorbes und szenische Reliefs zu sehen.
Kaufmannshaus Ad. Bauer’s Wwe.

Der Sohn der Kaufmannsfrau Marie Bauer ließ 1903 das heute noch bestehende Wohn- und Geschäftshaus errichten. Er gehört zu den schönsten Jugendstilhäusern in Finsterwalde. Bereits von weitem ist das zweietagige Traufenhaus aufgrund seines hohen Giebelaufsatzes gut zu erkennen. Der Erker mit seiner Kupfereindeckung sowie der Balkon prägen das Erscheinungsbild des denkmalgeschützten Gebäudes. Die weiße Fassade lebt von ihrer reichen Putzgestaltung, die im Traufenbereich die Darstellung der Kornherstellung und im Giebel den Stab des Merkur zeigt.

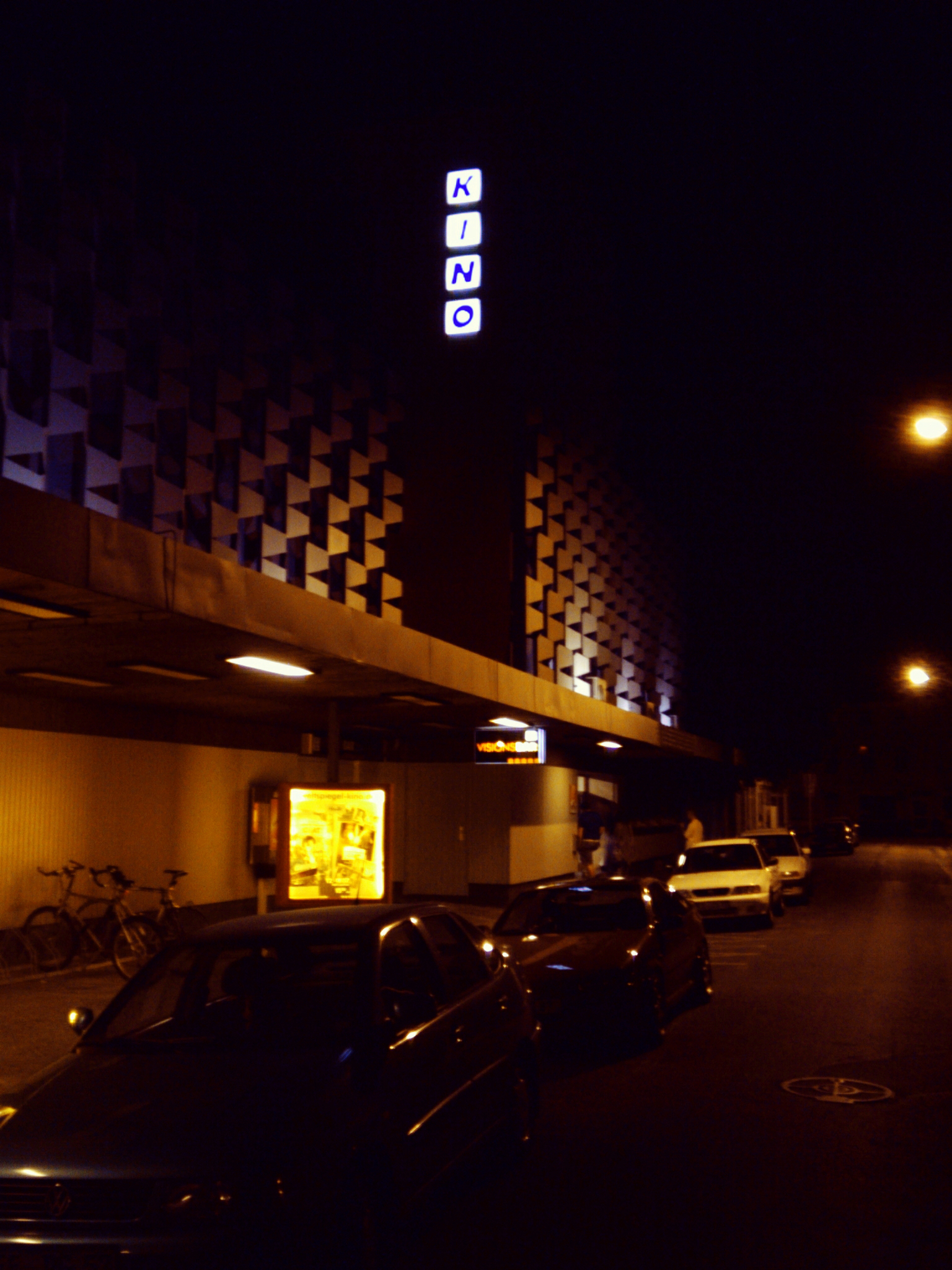
Kino „Weltspiegel“, feierte 2012 seinen 100-jährigen Geburtstag

- Schloss Finsterwalde (Renaissance; Vorgängerbauten an derselben Stelle gehen auf die Zeit vor der Stadtgründung zurück)
- Curtsburg (vor 1572), vermutlich ältestes Wohngebäude der Stadt
- Rathaus (1739), Barockbau auf dem Markt, 1927–1928 umgebaut und restauriert
- Gaswerk (1863), eines der wenigen erhaltenen Fachwerkhäuser
- Realschule (1905), Backsteinbau mit Glasmalereien an den Aulafenstern
- römisch-katholische Kirche St. Maria Mater Dolorosa (1906)
- Krankenhaus (1905–1908 nach Entwurf von Stadtbaumeister Paul Droste), Ziegelbau
- Wasserturm (1909–1910 nach Entwurf von Stadtbaumeister Paul Droste), mit 54 m Höhe Wahrzeichen der Stadt
- Kino „Weltspiegel“, 1912 errichteter Kinozweckbau mit kleinem Kinosaal und großem Saal mit separatem Parkett, Loge und Visionsbar und 3-D-Vorführung.
- Gutenberghaus (1926), ehem. Verlagshaus des „Niederlausitzer Anzeigers“
- Konfessionelle Knabenschule (1912–1913 nach Entwurf von Max Taut)
- Märchenhaus (1928–1929 nach Entwurf von Stadtbaurat Karl Dassel), mit 27 kunstvollen Klinkerformstein-Reliefs, die Szenen aus bekannten Märchen der Brüder Grimm darstellen
- Doppelturnhalle (1928 nach Entwurf von Kurt Vogeler), Bau mit zwei übereinander gebauten Turnhallen
- Tower auf dem Flugplatzgelände, deutschlandweit einzigartige Kombination aus Tower und Verwaltungsgebäude (denkmalgeschützt)
- St.-Katharinen-Kirche in Nehesdorf (13. Jahrhundert, ältestes Gebäude im Stadtgebiet)

Gedenkstätten
- Gedenkwand an der Kreuzung Geschwister-Scholl-Straße / Langer Damm; Kurz nach dem Zweiten Weltkrieg war sie den sieben ermordeten Widerstandskämpfern der Stadt gewidmet worden, 1996 erweiterte man die Widmung auf „alle Opfer von Diktatur und Gewaltherrschaft und Mahnmal für Demokratie und Gerechtigkeit“.
- Gedenkstein auf dem Friedhof an der Beethovenstraße von 1946 für 230 umgekommene sowjetische Kriegsgefangene
- Gedenkstätte der Vereinten Nationen von 1967 auf dem Friedhof an der Beethovenstraße zur Erinnerung an 283 ums Leben gekommene Zwangsarbeiter aus zahlreichen Ländern
- Gedenkstein für Hans und Sophie Scholl in der Schloßstraße 7, die sich in die Geschwister-Scholl-Straße fortsetzt
- Relief zu Ehren von Wladimir Iljitsch Lenin in der Bürgerheide[22]

Kulturweberei

Nach einer Idee aus den 2000er Jahren und einem Bürgerentscheid 2016 wurde beschlossen, dass die ehemalige Tuchfabrik zu einer Stadthalle umgebaut werden soll. Der Grundstein wurde 2020 gelegt. Ende 2022 wurde die Kongress- und Veranstaltungshalle Kulturweberei eröffnet. Der Neubau wurde 2023 mit dem Brandenburgischen Baukulturpreis ausgezeichnet.

### Baumdenkmal für die Deutsche Einheit
Das Baumdenkmal für die Deutsche Einheit wurde anlässlich des 24. Jahrestages der deutschen Wiedervereinigung vom Bürgermeister Jörg Gampe am Langen Damm in einer Grünanlage, links vom „Denkmal für alle Opfer von Gewaltherrschaft und Diktatur und Mahnmal für Freiheit, Demokratie und Gerechtigkeit“, gepflanzt.

### Museen
Die Stadt beherbergt das Kreismuseum Finsterwalde. Kernstück dessen ist ein originaler Kolonialwarenladen, der im November 1850 eröffnet wurde. Das Museum bietet hiermit einen Einblick in einen authentisch eingerichteten „Tante-Emma-Laden“ des 20. Jahrhunderts. Eröffnet wurde es 1981.
Einige Verkaufsmöbel stammen noch aus der Gründerzeit, das Interieur, die Warenverpackungen und die Werbung vermitteln einen anschaulichen Eindruck in die Verkaufskultur der Zeit nach dem Ersten Weltkrieg.
In den anliegenden Gebäudeteilen befinden sich darüber hinaus eine nachgebildete DDR-Drogerie und eine Abteilung mit Verkaufsutensilien, die die Präsentation zum Einzelhandel ergänzt.
Weitere Dauerausstellungen thematisieren neben den „Finsterwalder Sänger“ die Chorgeschichte des südbrandenburgisch/sächsischen Raumes. Eine kleine Ausstellung zur Naturkunde der Region wendet sich besonders an Kinder und Jugendliche.
Im Museumshof und dem angrenzenden „Speicher“ gibt es ständig wechselnde Sonderausstellungen sowie Kultur- und Musikveranstaltungen unterschiedlichster Art.
Seit dem Jahr 2002 bietet die Niederlausitzer Museumseisenbahn eine weitere Attraktion für die Stadt und ihre Gäste: Auf dem vor vielen Jahren stillgelegten Normalspur-Gleisabschnitt zwischen Finsterwalde und Crinitz ermöglicht der gemeinnützige Verein Niederlausitzer Museumseisenbahn e. V. Finsterwalde-Crinitz (NLME e. V.) mit den meist schon über 100 Jahre alten, liebevoll restaurierten Loks und Waggons in eine andere Zeit einzutauchen.
In der Remise einer aus dem 19. Jahrhundert stammenden Fabrikantenvilla ist in der Geschwister-Scholl-Straße das Finsterwalder Feuerwehrmuseum zu finden, welches sich mit der Geschichte der regionalen Freiwilligen Feuerwehr und Brandbekämpfung beschäftigt.

### Finsterwalder Bürgerheide
Die Bürgerheide im Westen der Stadt ist zunächst ein Stadtpark und geht in ein Waldgebiet über, welches nicht nur zum Erholen und Wandern einlädt, sondern auch bei Sportlern als Jogging-Gebiet sehr beliebt ist. Der Überlieferung zufolge soll der ehemalige Bürgermeister von Finsterwalde, Abraham Koswig, im Jahre 1661 durch eine Bier-Wette das heutige Naherholungsgebiet in Finsterwalder „Besitz“ gebracht haben. Angeblich gewann er die Wette, indem er ein Glas Bier mitsamt einer darin schwimmenden Maus leerte.
Der Finsterwalder Tierpark ist als Teil der Bürgerheide ein Anziehungspunkt vor allem für Familien mit Kindern. Auf einer Größe von 5 ha werden hier etwa 200 Tiere von Uhus über Zwergziegen, Lamas und Luchse bis hin zu Kängurus gehalten. Damit leben im Finsterwalder Tierpark neben einheimischen Tieren auch solche aus fernen Ländern. Die Zucht heimischer Tierarten dient der Arterhaltung.
Angrenzend an den Tierpark befindet sich ein Discgolf-Kurs. Dieser ist der einzige in Ostdeutschland mit 18 Löchern.
Am Westrand der Bürgerheide befindet sich ein Quellgebiet, die Siebenbrunnen, aus denen sich der Eierpieler speist. Dieses Quellmoor ist eines der besterhaltenen Moore Brandenburgs und in seiner hydrologischen Beschaffenheit im Bundesland einzigartig.

### Regelmäßige Veranstaltungen

#### Finsterwalder Sängerfest

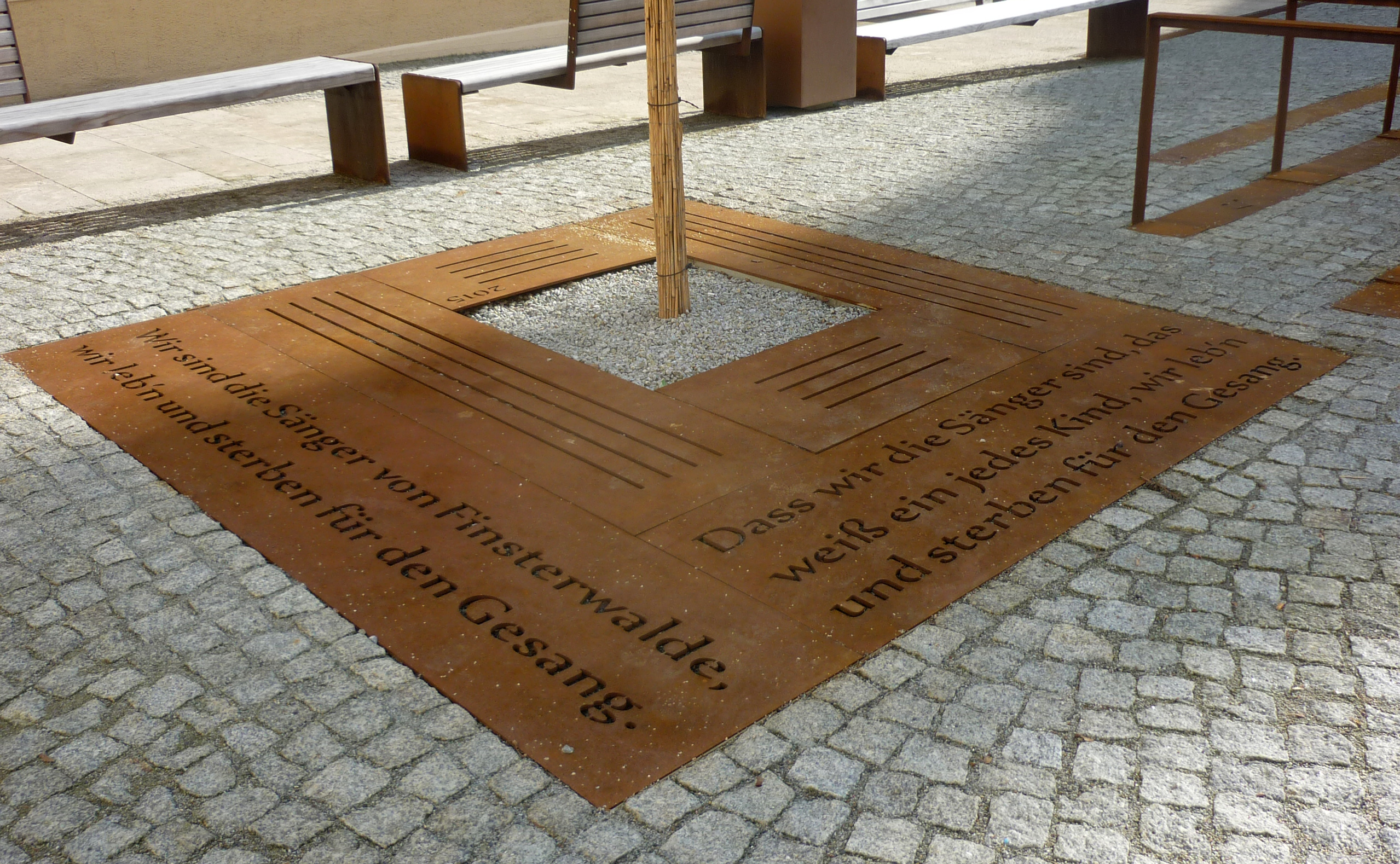
Eingelassene Platte mit dem Refrain des Sängerliedes im Hof des Vorderschlosses

Alle zwei Jahre findet das Finsterwalder Sängerfest statt. Auf zahlreichen Bühnen in der Innenstadt erfolgen Darbietungen von Kapellen, Bands und Musikkünstlern aus Deutschland, Europa und Amerika. Im April 1992 wurde der „Finsterwalder-Sänger-Fest e. V.“ gegründet, der seitdem die Planung und Umsetzung der Sängerfest-Idee betreut. Das Sängerfest, mit Gästen aus dem In- und Ausland, zählt zu den größten Volksfesten Brandenburgs. Seinen Abschluss findet die dreitägige Veranstaltung in einem Festumzug durch die Stadt.

#### Finsterwalder Stadtgespräche
Der alte Warenspeicher des Kaufmannshauses „Ad. Bauer’s Wwe.“ dient seit dem Jahr 2000 als Veranstaltungsort der Finsterwalder Stadtgespräche und hat hierdurch einen festen Platz im kulturellen Leben der Stadt gefunden. Zu den Teilnehmern gehören Persönlichkeiten aus Politik, Kultur und Wissenschaft. Ziel der losen Vortragsreihe ist es, ausgehend von einem Vortrag bzw. einer Lesung über Vergangenes, Aktuelles oder Zukünftiges, in ein zwangloses Gespräch unter und mit den Zuhörern zu kommen. Dabei bildet der alte Warenspeicher in seiner ihm eigenen, überraschenden Umgebung eine einzigartige Kulisse.

#### Finsterwalder Kammermusik Festival
Das Finsterwalder Kammermusik Festival findet seit 2012 statt.

#### Sparkassen Sommer Open Air
Alle zwei Jahre zwischen den Sängerfestjahren auf dem Marktplatz Finsterwalde.

#### Finsterwalder Tierparkfest
jährlich

#### Finsterwalder Weihnachtsmarkt
Freitag bis Sonntag jährlich immer am 3. Adventswochenende.

## Wirtschaft und Infrastruktur

### Mittelzentrum
Im Landesentwicklungsplan Berlin-Brandenburg vom 31. März 2009 wurde Finsterwalde als eigenes Mittelzentrum festgelegt. Die beiden anderen Zentren Herzberg (Elster) und Elsterwerda, Bad Liebenwerda in Funktionsteilung sind in der Liste der Ober- und Mittelzentren in Brandenburg aufgelistet.

### Wachstumskern Metall- und Elektroindustrie

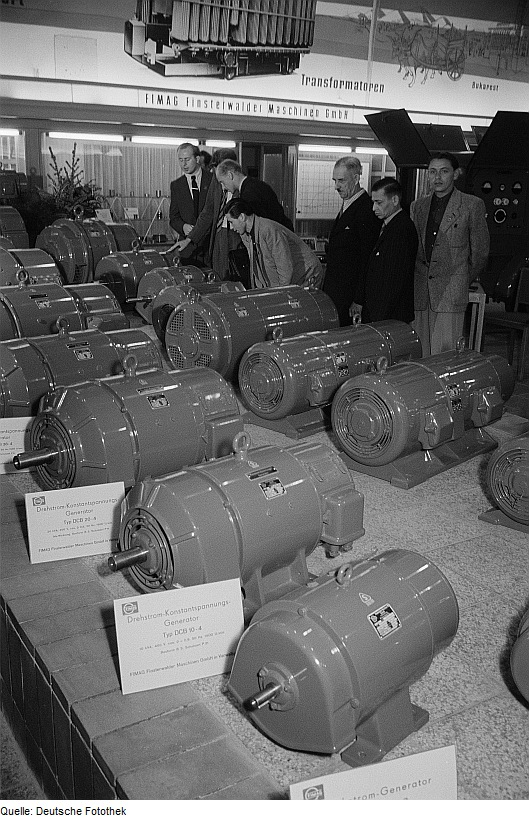
Drehstrom-Konstantspannungsgeneratoren der FIMAG (1954)

In und um Finsterwalde konzentrieren sich vorrangig Unternehmen der Metall- und Elektroindustrie. Seit 1922 fertigt die Unternehmensgruppe Kjellberg Finsterwalde Schweißautomaten, Schweißelektroden und mit wachsendem Erfolg Plasmaschneidtechnik (2004: Marktführer in Europa). Weitere große Unternehmen in dieser Region sind das Drahtwerk (seit 2007: voestalpine Wire Germany GmbH), das Schraubenwerk, die Finsterwalder Maschinen- und Anlagenbau GmbH (FIMAG) und die Industriegalvanik GmbH (GALFA Industriegalvanik).
Insgesamt umfassen die Unternehmen der Branche rund 1.500 Beschäftigte. Finsterwalde ist damit in Südbrandenburg das Zentrum der Metall- und Elektroindustrie.
Die meisten der Unternehmen sind heute in einem stabilen Netzwerk verankert, das sich in Südbrandenburg, Nordsachsen und Ost-Sachsen-Anhalt etabliert hat und als ARGE Metall- und Elektroindustrie Südbrandenburg einen dezentralen Cluster-Ansatz darstellt.
Finsterwalde ist Mitglied im Wachstumskern Westlausitz.
Mit dem Solarpark Finsterwalde im Gebiet des ehemaligen Braunkohlentagebaus Kleinleipisch wurde 2010 die damals drittgrößte Photovoltaikanlage Deutschlands mit 41 Megawatt Nennleistung errichtet, die mit zwei weiteren Ausbaustufen 80 Megawatt erreicht. Projektentwickler ist das deutsche Unternehmen Q-Cells. Über komplizierte marktwirtschaftliche Mechanismen wurde ein chinesisches Unternehmen Mehrheitsgesellschafter und die Module kommen vertraglich gebunden bis 2018 hauptsächlich aus der Volksrepublik China, die damit erheblich von den hohen deutschen Subventionen in die Solarbranche profitiert.

### Verkehr

Bahnhof Finsterwalde 1901

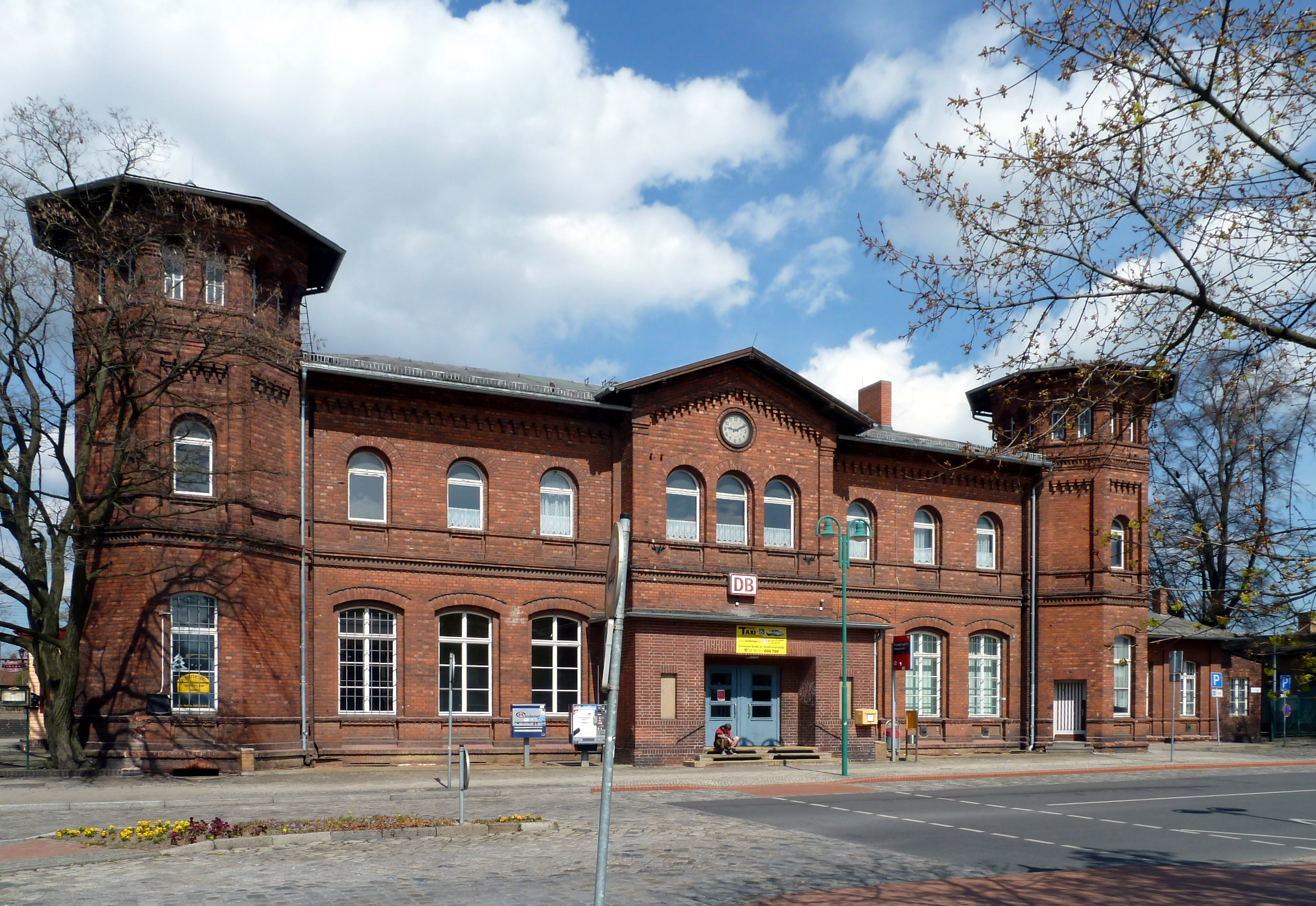
… und 2012

#### Bahnverkehr
Der Bahnhof Finsterwalde wurde im Zuge des Streckenbaus durch die Halle-Sorau-Gubener Eisenbahn errichtet und ist heute eine Station der elektrifizierten Bahnverbindung von Leipzig/Halle nach Cottbus. Dort halten die Züge der Regional-Express-Linien RE 8 Berlin Hbf–Finsterwalde (Verstärkerzüge montags bis freitags) und RE 10 Leipzig–Cottbus–Frankfurt (Oder) sowie der Regionalbahnlinie RB 43 Falkenberg (Elster)–Cottbus–Frankfurt (Oder) jeweils im Zweistundentakt.
Von hier zweigten die Strecken nach Crinitz–Luckau (1968 stillgelegt) sowie nach Schipkau (1967 stillgelegt) ab. Letztere wurde bis 1949 von der Schipkau-Finsterwalder Eisenbahn betrieben. Eine weitere Verbindung bestand bis 2006 mit der nahe gelegenen Stadt Großräschen.

#### Öffentlicher Nahverkehr
Der öffentliche Personennahverkehr wird unter anderem durch den PlusBus des Verkehrsverbund Berlin-Brandenburg erbracht. Folgende Verbindungen führen, betrieben von der VerkehrsManagement Elbe-Elster, ab Finsterwalde:
- Linie 560: Finsterwalde ↔ Doberlug-Kirchhain ↔ Schönborn ↔ Bad Liebenwerda
- Linie 579: Finsterwalde ↔ Gorden ↔ Hohenleipisch ↔ Elsterwerda

#### Straßenverkehr
Durch Finsterwalde führen die B 96 zwischen Luckau und Senftenberg sowie die Landesstraßen L 60 zwischen Doberlug-Kirchhain und Lauchhammer und L 62 nach Elsterwerda. Die Anschlussstellen Bronkow sowie Großräschen der A 13 Berlin–Dresden liegen 17 km bzw. 18 km weit entfernt.

#### Flugverkehr

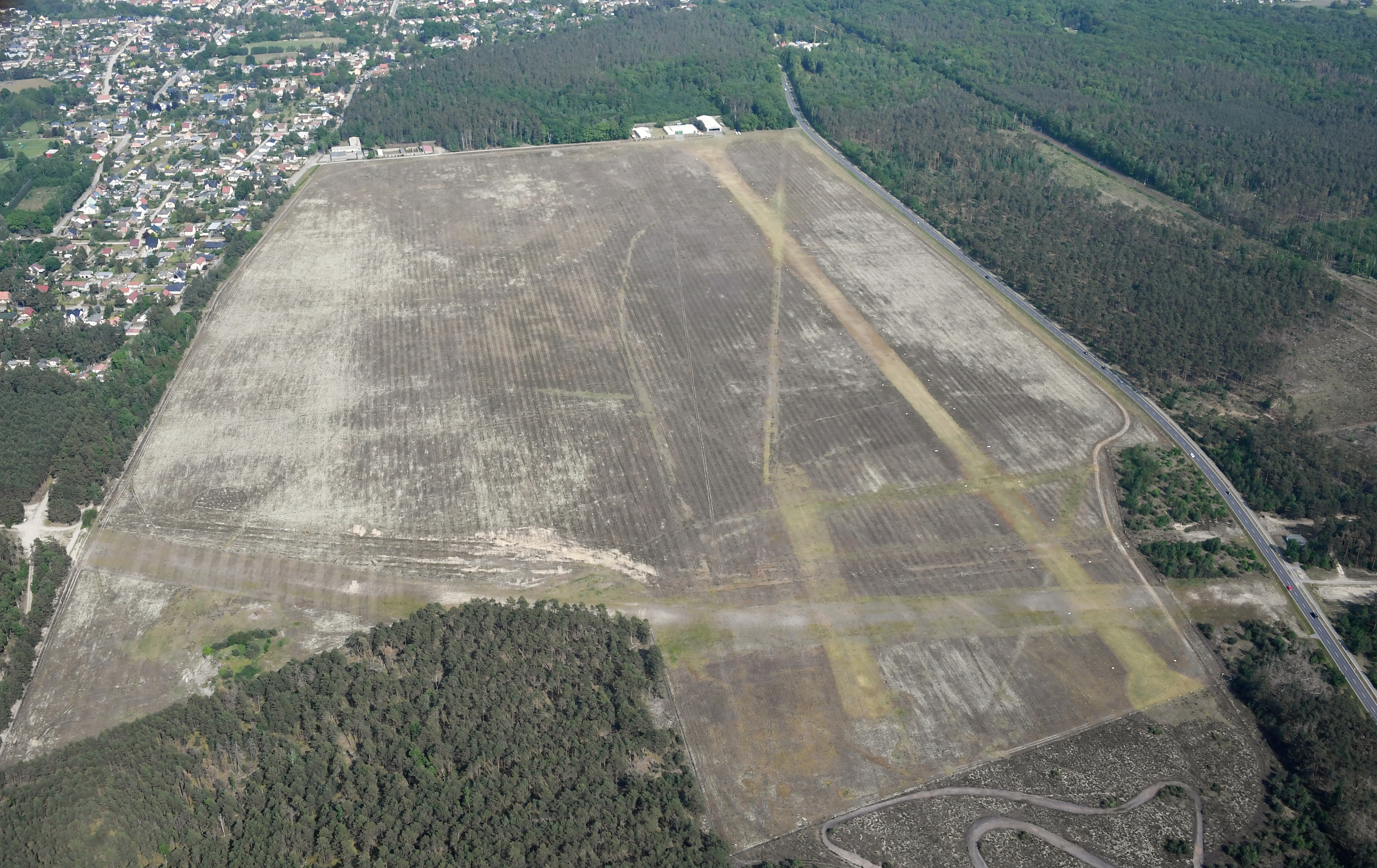
Flugplatz Finsterwalde-Heinrichsruh

Am westlichen Stadtrand von Finsterwalde befindet sich der Sonderlandeplatz Finsterwalde-Heinrichsruh (ICAO-Code: EDAS), im Finsterwalder Volksmund „Segelflugplatz“ genannt. Der Flugplatz besitzt eine Grasbahn mit einer Länge von 980 m.
Hier betreibt seit 1990 wieder die Flugsportvereinigung „Otto Lilienthal“ e. V. den im Jahr 1979 stillgelegten Flugplatz. Regelmäßig finden hier Flugfeste statt, die sich einer großen Beliebtheit erfreuen. Die Berechtigung zum Führen eines Segelflugzeuges kann hier im Verein erworben werden.
Am südlichen Stadtrand von Finsterwalde befindet sich der Sonderlandeplatz „Lausitz-Flugplatz“ (ICAO-Code: EDUS; GPS-Koordinaten: 51° 36′ 27″ N, 13° 44′ 17″ O). Er hat zwei Start- und Landebahnen (eine Betonbahn, 1.200&;m Länge (2.470 m vor der Sanierung in den 90er Jahren), 30 m Breite, zugelassen bis 14.000 kg MTOM und eine Grasbahn, 885 m Länge, 40 m Breite, zugelassen bis 2.000 kg MTOM). Er wird im Finsterwalder Volksmund „Russenflugplatz“ genannt. Zu DDR-Zeiten unterstand das Gelände dem sowjetischen Militär und es starteten an drei Tagen in der Woche MiGs zu Kontroll- und Übungsflügen. Auf der Start- und Landebahn findet hier am ersten September-Wochenende das Hot-Rod-Rennen statt.

### Bildung
In Finsterwalde befinden sich das Sängerstadt-Gymnasium, eine Oberschule, eine allgemeine Förderschule und drei Grundschulen sowie ein Oberstufenzentrum, eine Kreisvolkshochschule und eine Regionalstelle der Kreismusikschule „Gebrüder Graun“.
Bis Mitte 2006 hatte Finsterwalde zwei Gymnasien. Neben dem Sängerstadt-Gymnasium wurde das Janusz-Korczak-Gymnasium unterhalten. Dessen Gebäude gehört seit den Sommerferien 2006 zum Sängerstadt-Gymnasium.
Ebenfalls wurden die Gesamtschule und die Realschule zu einer Oberschule zusammengefasst.

### Sport
- RSV Finsterwalde (Radsport)
- AMC Sängerstadt Finsterwalde IG (Automodell-Rennsport)
- BSV Grün-Weiß Finsterwalde e. V. (Handball, Bogenschützen, Gymnastik, Cheerleader, Volleyball)
- VfB Finsterwalde e. V. (ehem. SV ESKA Finsterwalde e. V.) (Fußball, Volleyball, Gymnastik, Laufgruppe, bis 2004 auch Handball)
- Flugsportvereinigung Otto Lilienthal e. V.
- VSG Fortuna Taifuns Finsterwalde e. V. (Volleyball)
- SV Hertha Finsterwalde (Fußball, Radball, Kegeln)
- DJK Finsterwalde (Fußball, Volleyball, Gymnastik)
- FC Sängerstadt Finsterwalde (Zusammenschluss der Fußballabteilungen SV Hertha Finsterwalde und DJK Finsterwalde)
- SV Neptun Finsterwalde 08 e. V. (Basketball, Triathlon, Wasserball, Schwimmen, Volleyball, Fußball, Kraftsport, Kombatan, Laufgruppe, Gymnastik, Jazz-Dance, Wasserwacht)
- SV Finsterwalde e. V. (Radsport)
- SpVgg Finsterwalde e. V. (Fußball)
- TC-Sängerstadt Finsterwalde e. V. (Tennis)
- SV Turbine Finsterwalde (Classic-Kegeln)
- TTC Finsterwalde (Tischtennis)
- ASC Grün-Weiß Finsterwalde (Leichtathletik)
- Badmintonverein „Sängerstadt“ Finsterwalde e. V.
- DarkwoodBmx e. V.
- Judo / Ju-Jutsu Verein „IPPON“ Kirchhain / Finsterwalde e. V.

## Persönlichkeiten

### Söhne und Töchter der Stadt

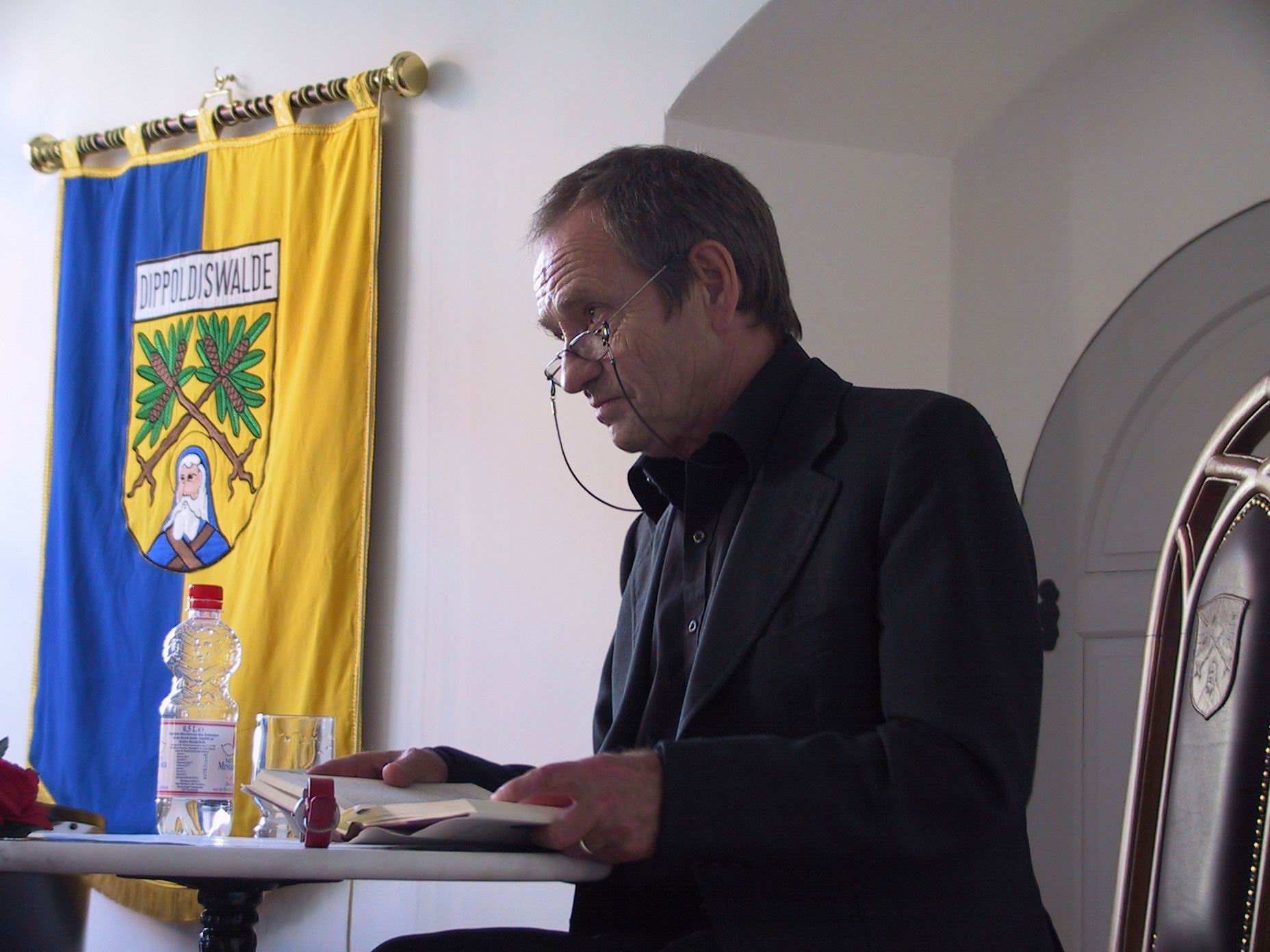
Schriftsteller und Kabarettist Peter Ensikat

- Pancraz Krüger (1546–1614), Humanist und Pädagoge
- Christoph Lehmann (1568–1638), Schriftsteller und Stadtschreiber in Speyer
- Barthel Schere (1574–1633), Sprachwissenschaftler
- Hermann Kotzschmar (1829–1908), Musiker und Komponist
- Louis Schiller (1839–1917), Lehrer, engagierter Bürger der Stadt, Namensgeber für die Louis-Schiller-Medaille[29]
- Karl Paul Marcus (1854–1932), Kunstschmied
- Elise Taube (1861–unbekannt), Ärztin
- Willibald Faber (1873–1946), Politiker (NSDAP)
- Paul Beylich (1874–1965), Mechaniker Otto Lilienthals
- Kurt Gärtner (1879–1944), Politiker (USPD, SPD), Stadtverordneter von Berlin, Widerstandskämpfer
- Max Felgenträbe (1884–1958), Politiker (SPD)
- Ilse Rosenthal-Schneider (1891–1990), Physikerin und Philosophin
- Karl Heinl (1898–1961), Bibliothekar und NS-Kulturfunktionär
- Johannes Hennings (1900–1973), Politiker (GB/BHE)
- Hans Fittko (1903–1960), Journalist, Kommunist und Fluchthelfer
- Hans Richter (1905–1962), Politiker (NSDAP)
- Walter Schultze (1907–1976), Fabrikant und Unternehmer, Erfinder von Induktionswärmeanlagen
- Werner Schulz-Wittan (1907–1969), Schauspieler und Regisseur
- Inge Deutschkron (1922–2022), Journalistin und Autorin
- Johanna Vahl (1923–2017), Medizinphysikerin
- Richard Meininger (Ball-Ricco) (1925–2009), Clown
- Waltraut Bleiber (* 1926 in Nehesdorf), Mittelalterhistorikerin
- Evelyn Hartnick-Geismeier (1931–2017), Bildhauerin und Medailleurin
- Klaus Kieckbusch (* 1931), Pädagoge und Autor
- Jürgen Elsner (* 1932), Musikethnologe, Hochschullehrer und Autor
- Wilfried Schwarz (* 1937), Maler und Lehrer
- Lothar Schmidt-Mühlisch (1938–2007), Journalist und Schriftsteller
- Gottfried Mai (1940–2018), Marinepfarrer und Autor
- Hannelore Birkholz (* 1940), Politikerin (PDS/DIE LINKE.)
- Peter Ensikat (1941–2013), Schriftsteller und Kabarettist
- Wolf-Dieter Deckwer (1941–2006), Chemiker
- Walter Wuttke (* 1941), Medizinhistoriker und Altphilologe
- Diethard Haas (* 1942), Politiker (CDU), 1990–1993 Landrat des Landkreises Finsterwalde
- Hans Joachim Teichler (* 1946), Sportwissenschaftler und -historiker
- Peter Aufgebauer (* 1948), Historiker
- Bernd-Erwin Schramm (* 1948), 2008–2015 Oberbürgermeister von Freiberg
- Martin Schüler (* 1958), Opernregisseur und Intendant des Staatstheaters Cottbus
- Peter Drenske (* 1960), Politiker (AfD)
- Stephan Steinlein (* 1961), Diplomat der DDR und BRD, letzter DDR-Botschafter in Frankreich
- Stefan Dürre (* 1963), Bildhauer, Autor und Kunsthistoriker
- Thomas Witzke (* 1963), Mineraloge und Geochemiker
- Catrin Große (* 1964), Malerin, Grafikerin und Bildhauerin
- Dirk Schoedon (* 1964), Schauspieler
- Mario Schröder (* 1965), Tänzer und Choreograf
- Rainer Genilke (* 1968), Politiker (CDU)
- Uwe Schüler (* 1969), politischer Beamter (CDU)
- Andreas Schulze (* 1972), Schriftsteller und Musiker
- Diana Bader (* 1976), Politikerin (DIE LINKE)
- Julia-Maria Köhler (* 1978), Schauspielerin
- Carolin Steinmetzer-Mann (* 1980), Politikerin (DIE LINKE)
- Hannes Walter (* 1984), Politiker (SPD), Mitglied des Deutschen Bundestages
- Anja Kaiser (* 1986), Kommunikationsdesignerin
- Marcus Mundus (* 1989), Sänger, Akkordeonist und Musikproduzent

darunter Sportler

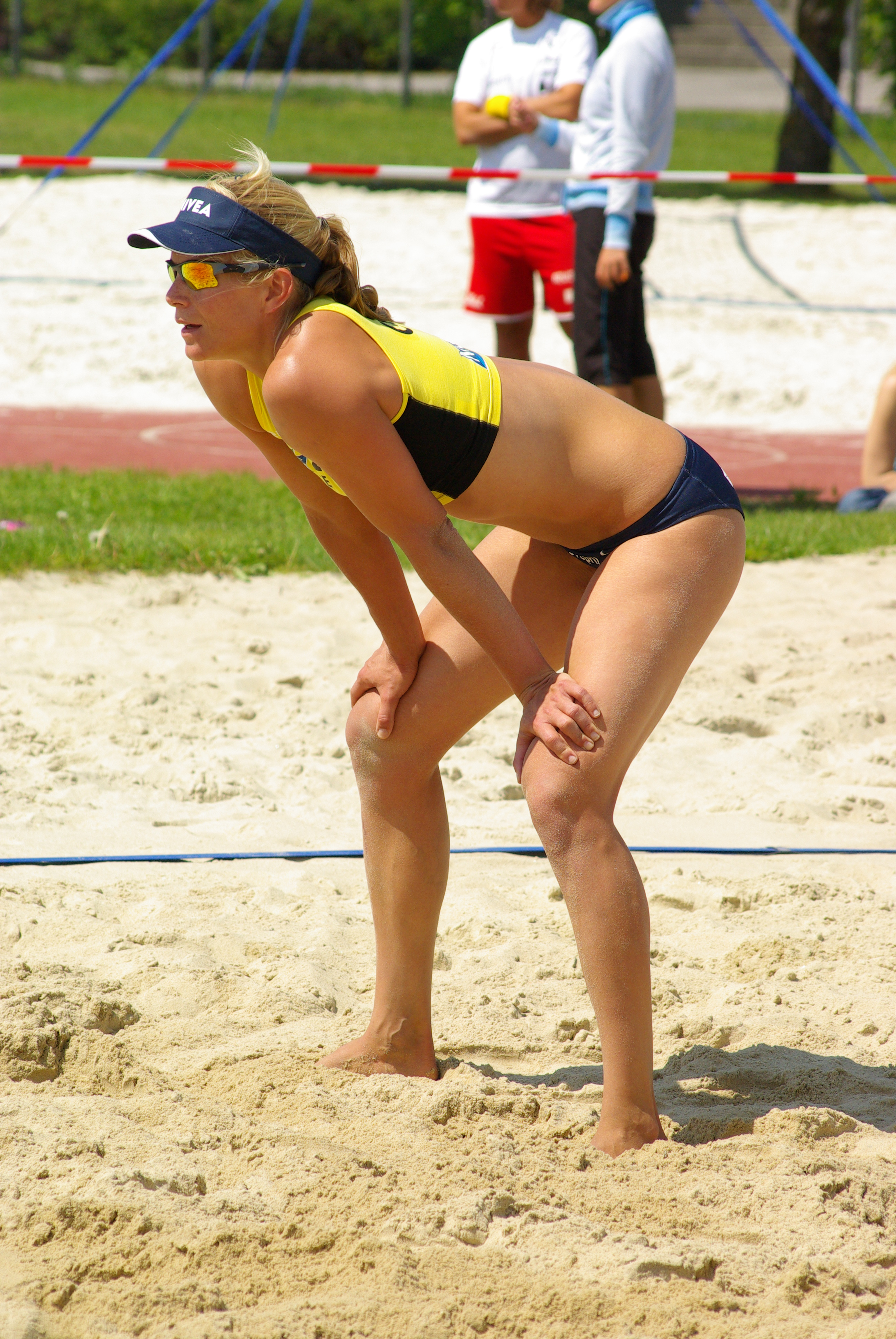
Beachvolleyball-Europameisterin Stephanie Pohl

- Emil Welz (1879–?), Diskus- und Speerwerfer
- Helfried Wunderlich (1930–1969), Badmintonspieler
- Peter Weber (1938–2024), Geräteturner, Medaillengewinner bei Olympia und Weltmeisterschaften
- Wolfgang Stamm (* 1941), Radrennfahrer
- Rainer Hanschke (* 1951), Geräteturner
- Hans-Jürgen Riediger (* 1955), Fußballspieler, Olympiasieger 1976
- Klaus Skobowsky (* 1958), Badmintonspieler
- Christine Maertin (* 1960), Badmintonspielerin
- Carmen Prinz (* 1960), Badmintonspielerin
- Detlef Irrgang (* 1966), Fußballspieler
- Andrea Pohling (* 1966), Badmintonspielerin
- Silvio Warsönke (* 1967), Leichtathlet
- Petra Schubert (* 1968), Badmintonspielerin
- Jörg Deutschmann (* 1968), Badmintonspieler
- Peggy Richter (* 1973), Badmintonspielerin
- Sonja Kesselschläger (* 1978), Leichtathletin
- Stephanie Pohl (* 1978), Beachvolleyballspielerin
- Dennis Schröter (* 1982), Endurosportler
- Henning Bommel (* 1983), Radrennfahrer
- Peggy Kuznik (* 1986), Fußballspielerin
- Franz Löschke (* 1989), Triathlet
- Charlott Arndt (* 1992), Bahnradsportlerin
- Thomas Eisfeld (* 1993), Fußballspieler
- Georg Pöhle (* 1994), Handballspieler
- Philipp Müller (* 1997), American-Football-Spieler
- Nik Schröter  (* 1998), Bahnradsportler
- Moritz Broschinski (* 2000), Fußballspieler
- Judith Krahl (* 2001), Radrennfahrerin

### Persönlichkeiten, die in Finsterwalde gewirkt haben
- Rudolf Bax (1906–1986), Maler, lebte in Finsterwalde
- Eckhard Böttger (1954–2010), Maler, Grafiker und Plastiker
- Georg Geist (1895–1974), Bürgermeister von Finsterwalde 1926–1933
- Max Jühnichen (1908–?), Politiker (DBD), lebte in Finsterwalde
- Michael Münster (1901–1986), Politiker (NSDAP), Mitglied des Reichstages
- Otto Ostrowski (1883–1963), Bürgermeister von Finsterwalde 1922–1926